# Светско првенство у пливању 2015 — 200 м делфин за жене
Такмичење у пливању у дисциплини 200 метара делфин стилом за жене на Светском првенству у пливању 2015. одржало се у два дана 5. августа (квалификације и полуфинале) и 6. августа (финале) као део програма Светског првенства у воденим спортовима. Трке су се одржавале у базену Казањске арене у граду Казању (Русија).
За трке је било пријављено укупно 39 такмичарки из 32 земље. Титулу светског првака из 2013. није бранила кинеска пливачица Љу Циге.
Нова светска првакиња постала је репрезентативка Јапана Нацуми Хоши која је финалну трку окончала са готово једну секунду предности у односу на другопласирану Американку Камил Адамс. Бронзану медаљу освојила је Џанг Јуфеј из Кине.

## Освајачи медаља
|                   | Резултат |                   | Резултат |                  | Резултат |
|                   |          |                   |          |                  |          |
| Нацуми Хоши (JPN) | 2:05,56  | Камил Адамс (USA) | 2:06,40  | Џанг Јуфеј (CHN) | 2:06,51  |

## Званични рекорди
Пре почетка такмичења званични свестки рекорд и рекорд шампионата у овој дисциплини су били следећи:
| Рекорд                     | Име                | Резултат | Место         | Датум             |
| -------------------------- | ------------------ | -------- | ------------- | ----------------- |
| Светски рекорд             | Љу Циге (CHN)      | 2:01,81  | Ђинан (Кина)  | 21. октобар 2009. |
| Рекорд светских првенстава | Џесика Шипер (AUS) | 2:03,41  | Рим (Италија) | 30. јул 2009.     |

Кинеска пливачица Џанг Љуфеј је у квалификацијама и финалу „поправљала“ светски јуниорски рекорд.

## Земље учеснице
За трке на 200 метара делфин стилом било је пријављено укупно 39 такмичарки из 32 земље, а свака од земаља могла је да пријави максимално два такмичара по утрци.
| - Азербејџан (1) - Албанија (1) - Аргентина (1) - Аустралија (2) - Аустрија (1) - Бразил (1) - Велика Британија (2) - Венецуела (1) | - Гватемала (1) - Грчка (1) - Индонезија (1) - Италија (1) - Јапан (1) - Јужна Кореја (2) - Канада (1) - Кина (2) | - Колумбија (1) - Мађарска (2) - Мексико (2) - Немачка (1) - Панама (1) - Португал (1) - Сингапур (1) - САД (2) | - Словенија (1) - Тајланд (1) - Француска (1) - Чешка (1) - Чиле (1) - Швајцарска (1) - Шведска (1) - Шпанија (1) |

## Квалификације
У квалификацијама се пливало у 4 квалификационе групе, а сваку од група чинило је по 10 пливачица, изузев прве групе у којој је пливало 9 такмичарки. Пласман у полуфинале обезбедило је 16 такмичарки које су у квалификацијама оствариле најбоља времена.
Квалификационе трке пливане су 5. августа у јутарњем делу програма, са почетком прве трке у 10:14 по локалном времену.
| ПЛ. | Трка | Стаза | Пливач                | Репрезентација   | Време   | Нап.    |
| --- | ---- | ----- | --------------------- | ---------------- | ------- | ------- |
| 1.  | 4    | 2     | Џанг Јуфеј            | Кина             | 2:06,92 | КВ, СРЈ |
| 2.  | 4    | 3     | Кејти Маклохлин       | САД              | 2:07,32 | КВ      |
| 3.  | 2    | 4     | Лилијана Силађи       | Мађарска         | 2:07,46 | КВ      |
| 4.  | 4    | 5     | Камил Адамс           | САД              | 2:07,96 | КВ      |
| 5.  | 3    | 5     | Нацуми Хоши           | Јапан            | 2:07,97 | КВ      |
| 6.  | 3    | 3     | Катинка Хосу          | Мађарска         | 2:08,07 | КВ      |
| 7.  | 4    | 4     | Франциска Хентке      | Немачка          | 2:08,31 | КВ      |
| 8.  | 3    | 7     | Лара Гранжон          | Француска        | 2:08,54 | КВ      |
| 9.  | 3    | 4     | Маделин Гроувс        | Аустралија       | 2:08,65 | КВ      |
| 10. | 2    | 6     | Џоу Јилин             | Кина             | 2:08,76 | КВ      |
| 11. | 4    | 6     | Одри Лакроа           | Канада           | 2:08,79 | КВ      |
| 12. | 2    | 3     | Брајана Тросел        | Аустралија       | 2:09,16 | КВ      |
| 13. | 4    | 7     | Хана Мајли            | Велика Британија | 2:09,44 | КВ      |
| 14. | 3    | 6     | Прк Јин-јунг          | Јужна Кореја     | 2:09,62 | КВ      |
| 15. | 3    | 8     | Ања Клинар            | Словенија        | 2:09,70 | КВ      |
| 16. | 2    | 7     | Жоана Марањао         | Бразил           | 2:09,77 | КВ      |
| 17. | 3    | 2     | Мартина ван Беркел    | Швајцарска       | 2:09,88 |         |
| 18. | 2    | 5     | Худит Игнасио Сорибес | Шпанија          | 2:09,93 |         |
| 19. | 3    | 1     | Ејми Вилмот           | Велика Британија | 2:10,07 |         |
| 20. | 2    | 1     | Парк Су-јин           | Јужна Кореја     | 2:11,07 |         |
| 21. | 4    | 1     | Андреина Пинто        | Венецуела        | 2:11,14 |         |
| 22. | 2    | 2     | Алесија Полијери      | Италија          | 2:11,30 |         |
| 23. | 1    | 5     | Валери Груст          | Гватемала        | 2:12,82 |         |
| 24. | 4    | 8     | Ана Монтеиро          | Португал         | 2:12,87 |         |
| 25. | 3    | 0     | Барбора Завадова      | Чешка            | 2:12,89 |         |
| 26. | 3    | 9     | Ана Дундунаки         | Грчка            | 2:13,69 |         |
| 27. | 2    | 0     | Вирхинија Бардач      | Аргентина        | 2:13,76 |         |
| 28. | 2    | 9     | Ида Марко-Варга       | Шведска          | 2:14,89 |         |
| 29. | 1    | 4     | Квах Тинг Вен         | Сингапур         | 2:14,93 |         |
| 30. | 4    | 9     | Клаудија Хуфнагл      | Аустрија         | 2:15,16 |         |
| 31. | 1    | 2     | Монализа Лоренца      | Индонезија       | 2:15,76 |         |
| 32. | 1    | 3     | Хесика Кампосано      | Колумбија        | 2:16,40 |         |
| 33. | 1    | 1     | Естефанија Урзуа      | Чиле             | 2:19,12 |         |
| 34. | 1    | 6     | Суатсини Панкајев     | Тајланд          | 2:19,54 |         |
| 35. | 4    | 0     | Шаро Родригез         | Мексико          | 2:19,60 |         |
| 36. | 1    | 7     | Марија Фар Нуњез      | Панама           | 2:19,65 |         |
| 37. | 2    | 8     | Лаура Аројо           | Мексико          | 2:20,04 |         |
| 38. | 1    | 8     | Ноел Борши            | Албанија         | 2:20,28 |         |
| 39. | 1    | 0     | Алсу Бајрамова        | Азербејџан       | 2:26,27 |         |

Напомена: КВ - квалификација; СРЈ - светски рекорд за јуниоре

## Полуфинала
Полуфиналне трке пливане су у вечерњем делу програма 5. августа са почетком у 18:25 по локалном времену.
Прво полуфинале
| ПЛ. | Стаза | Пливач          | Репрезентација | Време   | Нап. |
| --- | ----- | --------------- | -------------- | ------- | ---- |
| 1.  | 4     | Кејти Маклохлин | САД            | 2:07,52 | КВ   |
| 2.  | 5     | Камил Адамс     | САД            | 2:07,57 | КВ   |
| 2.  | 7     | Брајана Тросел  | Аустралија     | 2:07,57 | КВ   |
| 4.  | 2     | Џоу Јилин       | Кина           | 2:07,69 | КВ   |
| 5.  | 6     | Лара Гранжон    | Француска      | 2:08,67 |      |
| 6.  | 3     | Катинка Хосу    | Мађарска       | 2:08,91 |      |
| 7.  | 1     | Парк Јин-јунг   | Јужна Кореја   | 2:09,21 |      |
| 8.  | 8     | Жоана Марањао   | Бразил         | 2:09,69 |      |

Друго полуфинале
| ПЛ. | Стаза | Пливач           | Репрезентација   | Време   | Нап. |
| --- | ----- | ---------------- | ---------------- | ------- | ---- |
| 1.  | 3     | Нацуми Хоши      | Јапан            | 2:06,36 | КВ   |
| 2.  | 6     | Франциска Хентке | Немачка          | 2:06,64 | КВ   |
| 3.  | 5     | Лилијана Силађи  | Мађарска         | 2:07,05 | КВ   |
| 4.  | 4     | Џанг Јуфеј       | Кина             | 2:07,08 | КВ   |
| 5.  | 2     | Маделин Гроувс   | Аустралија       | 2:08,00 |      |
| 6.  | 8     | Ања Клинар       | Словенија        | 2:08,52 |      |
| 7.  | 7     | Одри Лакроа      | Канада           | 2:08,86 |      |
| 8.  | 1     | Хана Мајли       | Велика Британија | 2:09,21 |      |

Напомена: КВ - квалификација

## Финале
Финална трка пливана је 6. августа са почетком у 18:20 по локалном времену.
| ПЛ. | Стаза | Пливач           | Репрезентација | Време   | Нап. |
| --- | ----- | ---------------- | -------------- | ------- | ---- |
|     | 4     | Нацуми Хоши      | Јапан          | 2:05.56 |      |
| 2   | 7     | Камил Адамс      | САД            | 2:06.40 |      |
| 3   | 6     | Џанг Јуфеј       | Кина           | 2:06.51 | СРЈ  |
| 4.  | 1     | Брајана Тросел   | Аустралија     | 2:06.78 |      |
| 4.  | 5     | Франциска Хентке | Немачка        | 2:06.78 |      |
| 6.  | 2     | Кејти Маклохлин  | САД            | 2:06.95 |      |
| 7.  | 3     | Лилијана Силађи  | Мађарска       | 2:07.76 |      |
| 8.  | 8     | Џоу Јилин        | Кина           | 2:10.20 |      |

Напомена: СРЈ - светски рекорд за јуниоре